# Scolitantides sumptuosa
Scolitantides sumptuosa är en fjärilsart som beskrevs av Beuret 1938. Scolitantides sumptuosa ingår i släktet Scolitantides och familjen juvelvingar. Inga underarter finns listade.